# Mouvement Amsterdam-Pleyel
Le Mouvement Amsterdam Pleyel (ou comité Amsterdam-Pleyel) est un mouvement pacifiste de lutte contre la guerre et le fascisme, créé en 1932.

## Origines
L'initiative de ce mouvement revient à deux écrivains : Henri Barbusse et Romain Rolland. Le 27 mai 1932, ils publient dans L'Humanité un appel pour la tenue d'un congrès contre la guerre. Ce Congrès mondial de lutte contre la guerre impérialiste se déroule à Amsterdam les 27, 28 et 29 août 1932.
Il fusionne ensuite avec le Congrès européen contre le fascisme et la guerre, qui se réunit du 4 au 6 juin 1933 à la salle Pleyel de Paris.
Le Parti communiste français et par delà l'Internationale communiste jouent un rôle de premier plan dans l'organisation de cet événement antifasciste.

## Organisation
Le Mouvement réunit tous les partis, organisations diverses et personnalités qui se réclament du pacifisme, mobilisant de nombreux intellectuels de gauche (Paul Langevin, Albert Camus, Maria Valtat, etc.) et internationaux (Seu Ring-haï, etc.). Henri Barbusse en est le président.